# آنتونی زربی
آنتونی زربی (انگلیسی: Anthony Zerbe؛ زادهٔ ۲۰ مهٔ ۱۹۳۶) هنرپیشه اهل ایالات متحده آمریکا است. از فیلم‌ها یا سریال‌های تلویزیونی که وی در آن نقش داشته است، می‌توان به نمای پارالاکس، ماتریکس: بارگذاری مجدد، انقلاب‌های ماتریکس، جواز قتل، نقطه عطف، منطقه مرده، پاپیون، پیشتازان فضا: شورش، لوک خوش‌دست، بدرود خوشگل من، سپیده‌دم فولادین ، مولی مگوایرز، غرب رؤیایی، بدون ضرب‌وشتم و حقه‌بازی آمریکایی اشاره کرد.

## زندگی شخصی
زربی با آرنت ینس (خواهر بازیگر سالومه ینس) ازدواج کرده است. این زوج دو فرزند دارند.